# Mi-46
Mi-46 (ros. Ми-46) – niezrealizowany projekt radzieckiego, a następnie rosyjskiego śmigłowca transportowego konstrukcji biura Michaiła Mila.

## Historia
Początki programu budowy śmigłowca transportowego o udźwigu mniejszym niż ciężki Mi-26, sięgają 1990 roku. Projekt nie miał najwyższego priorytetu, więc w swojej historii był kilka razy zawieszany i ponownie wznawiany. Brak presji ze strony potencjalnych odbiorców spowodował braki w finansowaniu całego projektu. Remedium miało być wciągnięcie do współpracy partnera zagranicznego – Chin. Efektem owej współpracy miał zostać śmigłowiec transportowy, określany jako AHL (Advanced Heavy Lift) lub PTW-30, PTW-35 (Perspektiwnyj Tiażołyj Wiertolot), zdolny do udźwigu rzędu 10–12 ton. Rozmowy prowadzone na temat wspólnego przedsięwzięci nie przyniosły rezultatu i cały projekt pozostał na deskach kreślarskich.